# Copiii lui Húrin
Copiii lui Húrin (2007) (titlu original The Children of Húrin) este o epopee fantasy. Versiunea originală a fost scrisă de J. R. R. Tolkien la sfârșitul anilor '10, fiind revizuită de mai multe ori și rămânând neterminată până la moartea lui, survenită în 1973. Fiul său, Christopher Tolkien, a dat manuscrisului o formă consistentă și l-a publicat în 2007 ca operă independentă.

## Considerații generale
Copiii lui Húrin a fost publicată pe 17 aprilie 2007 de HarperCollins în Marea Britanie și Canada și de Houghton Mifflin în Statele Unite. Alan Lee, care a ilustrat și alte opere ale lui Tolkien (Hobbitul și Stăpânul inelelor), a pictat supracoperta și a ilustrat cartea. Christopher Tolkien a inclus în carte o prezentare a evoluției poveștii, câteva genealogii și o hartă a Beleriandului.
J. R. R. Tolkien a declarat că intenționa ca locul acțiunii să fie Pământul nostru, în urmă cu câteva mii de ani, dar lumea prezentată de el și lumea reală au prea puține corepondențe geografice și istorice. Pământul de Mijloc prezentat de el este locuit de oameni și de alte rase umanoide (elfi, pitici și orci), precum și de ființe divine (maiari și valari). Povestea pune accentul pe un om din Casa lui Hador, Túrin Turambar, și pe sora lui, Niënor Níniel, care, împreună cu tatăl lor, Húrin, au fost blestemați de Vrăjmașul Negru, Morgoth. Evenimentele se petrec cu mai mult de 6.500 de ani înaintea Războiului Inelului.
„Copiii lui Húrin îl poartă pe cititor într-o perioadă cu mult mai veche decât cea din Stăpânul inelelor, într-o zonă a Pământului de Mijloc desenată înaintea apariției hobbiților, când marele dușman încă era valarul decăzut, Morgoth, iar Sauron era doar locotenentul său. Este povestea eroică a unui om, Húrin, care a îndrăznit să îl înfrunte pe Morgoth, precum și a destinului tragic al familiei sale, urmărind călătoriile fiului său, Túrin Turambar, prin lumea pierdută a Beleriandului.”
— The Tolkien Estate Arhivat în 3 ianuarie 2013, la Wayback Machine.

## Copiii lui Húrin

### Cadrul acțiunii
Istoria și descendența personajelor principale sunt prezentate în primele paragrafe ale cărții, evenimentele anterioare bazându-se pe cele relatate în Silmarillion. Ea începe cu cinci sute de ani înaintea acțiunii cărții, când Morgoth, un valar și prima putere malefică, evadează din Tărâmul Binecuvântat al Valinorului, refugiindu-se în nord-vestul Pământului de Mijloc. Din fortăreața sa din Angband, el caută să preia controlul întregului Pământ de Mijloc, dezlănțuind un război împotriva elfilor care locuiau Beleriandul din sud.
Elfii reușesc să reziste atacului și mare parte a teritoriilor rămân necucerite; unul dintre cele mai puternice dintre ele, Doriath, este condus de Thingol. În plus, după o vreme, noldorii părăsesc Valinorul și pornesc în urmărirea lui Morgoth, pentru a se răzbuna. Împreună cu sindarii din Beleriand, ei asediază Angbandului și stabilesc noi fortărețe pe Pământul de Mijloc, între care Hithlum a lui Fingon, Nargothrond a lui Finrod Felagund și Gondolin a lui Turgon.
În cele trei secole care trec, în Beleriand apar primii oameni. Aceștia sunt edainii, descendenții oamenilor care s-au răsculat împotriva servitorilor lui Morgoth și au călătorit spre vest. Majoritatea elfilor îi primesc cu brațele deschise, acordându-le locuri în care să se așeze pe teritoriul Beleriandului. Casa lui Bëor conduce țara Ladros, Poporul lui Folk of Haleth se retrage în pădurea Brethil, iar conducerea Dor-lóminului este încredințată Casei lui Hador. Ulterior, în Beleriand vin alți oameni, răsăritenii, aflați în cârdășie secretă cu Morgoth.
În cele din urmă, Morgoth reușește să spargă asediul Angbandului în Bătălia Focului Neașteptat. Casa lui Bëor este distrusă, iar elfii și edainii suferă pierderi grele; totuși, multe ținuturi rămân necucerite, inclusiv Dor-lóminul, în care conducerea a trecut la Húrin Thalion.

### Rezumat
Povestea începe odată cu sosirea lui Húrin și a fratelui său, Huor, în orașul elf ascuns Gondolin. După ce au trăit acolo trei ani, ei jură că nu vor revela nimănui locația orașului și sunt lăsați să plece în Dor-lómin. Acolo, Húrin se căsătorește cu Morwen Eledhwen, cu care are doi copii, un fiu pe nume Túrin și o fiică, Lalaith. Lalaith moare în copilărie, dar Túrin crește, devenind un adolescent tăcut și îngândurat.
După înfrângerea dezastruoasă din Bătălia Lacrimilor Făr' de Număr, Húrin este capturat și dus în Angband, fortăreața lui Morgoth. Acesta îl torturează pentru a afla locația Gondolinului, dar Húrin îl sfidează, atrăgând blestemul asupra sa și a întregii sale familii. În final, Húrin este întemnițat pe vârful unui munte, fiind obligat să privească soarta familiei sale prin ochii lui Morgoth.
La ordinul lui Morgoth, alianța răsăritenilor atacă Hithlum și Dor-lómin. Morwen, temându-se că fiul ei va fi capturat, îl trimite pe Túrin la elfii din Doriath. La puțină vreme după plecarea lui, Morwen dă naștere unei a doua fiice, Nienor. În Doriath, Túrin este adoptat ca fiu vitreg al regelui Thingol, devenind un războinic de temut, bun prieten cu elful Beleg Arcul Puternic și trăind mai mult alături de acesta, în marșurile împotriva orcilor lui Morgoth, decât în sălile lui Thingol. Neînțelegerile sale cu un elf pe nume Saeros, care îl batjocorește și îi insultă familia, se sfârșesc nefericit când acesta din urmă îl atacă. Túrin se dovedește mai puternic, învingându-l, dar îi cruță viața și îl batjocorește la rândul său, însă împinge lucrurile prea departe și Saeros moare într-un accident. Convins că va fi acuzat de Thingol pentru această moarte, de care nu se consideră vinovat, Túrin părăsește Doriathul, devenind un proscris.
Curând, se alătură unei bande de nelegiuiți din sălbăticie, Gaurwaithi sau "oamenii-lupi", care trăiesc atacând și jefuind proprietățile puținilor oameni care au mai rămas pe acele pământuri. Omorându-l pe șeful bandei, îi ia locul și conduce grupul de prădători până când își face apariția Beleg. Acesta îl anunță că regele Thingol l-a găsit nevinovat și îl roagă să se întoarcă în Doriath, dar Túrin, mândru, refuză. Beleg se oferă atunci să îi rămână alături, îndepărtându-l pe Túrin de cale pe care o alesese și transformându-l din nou într-un apărător al oamenilor și un dușman al orcilor.
Căutând un loc din care să își poată desfășura mai ușor lupta contra armatelor lui Morgoth, Túrin ajunge la dealul Amon Rûdh, locuit de gnomul scundac Mîm și de fiii săi. În schimbul vieții sale, gnomul îi primește să louiască alături de el, dar devine tot mai nemulțumit văzând că Túrin ascultă de sfaturile unui elf și că tot mai mulți oameni vin în acea zonă, căutând protecție împotriva orcilor pe care banda lui Túrin îi omoară fără cruțare. În cele din urmă, îl trădează pe Túrin, ajutându-i pe orci să intre în Amon Rûdh. Membrii bandei sunt uciși, Túrin este luat prizonier, iar Beleg reușește să scape.
Urmărându-i pe orcii care îl duc pe Túrin în Angband, Beleg dă peste un elf mutilat, Gwindor din Nargothrond, care evadase din Angdaband după ce fusesese sclav mulți ani. Împreună, cei doi îl scot pe Túrin din tabăra orcilor dar, în confuzia generată de acest eveniment, Túrin își omoară prietenul, pe Beleg. Gwindor îl conduce apoi pe omul doborât de durere în Nargothrond. Alături de regele Orodreth și, mai ales, alături de frumoasa lui fiică, Finduilas, Túrin își revine și începe să conducă noi atacuri împotriva orcilor, căștigându-și o reputație deosebită în rândul elfilor. Însă în trufia lui nu mai ascultă de sfaturile altora, nici măcar de cele ale lui Gwindor, atrăgând astfel năpasta asupra Nargothrondului.
Armata lui Morgoth, condusă de dragonul Glaurung, atacă Nargothrondul și îl cucerește. Gwindor și Orodreth sun omorâți, Finduilas este luată prizonieră, iar Túrin este păcălit de dragon să nu încerce să o salveze, ci să meargă în Dor-lómin, pentru a-și căuta familia. Ajuns acolo, Túrin află că mama și sora lui au plecat demult în Doriath, pentru a scăpa de stăpânirea răsăritenilor. Înțelegând șiretlicul lui Glaurung, Túrin pornește în căutarea lui Finduilas, ajungând în pădurea Brethil, unde află că a fost ucisă de orci când oamenii pădurii au încercat să salveze prizonierii. Îndurerat, Túrin primește adăpostul Poporului lui Haleth, care rezistă forțelor lui Morgoth. În Brethil, Túrin își schimbă numele în Turambar, sau "Stăpânul Destinului" în quenyană, ajungând treptat să fie mai ascultat decât blândul conducător Brandir.
Între timp, în Doriath, Morwen și Nienor află despre faptele din Nargothrond ale lui Túrin și pornesc în căutarea sa. Deși nemulțumit de decizia lor, regele Thingol le dă o gardă condusă de Mablung, căutând să afle și el vești despre acțiunile armatei orcilor. La Nargothrond, ei asistă la prăpădul făcut de Glaurung, care își făcuse din cetate fieful său și îi atacă. Mulți oșteni mor, Morwen dispare, iar Nienor este vrăjită de dragon, schimbându-și înfățișarea, uitând tot ce știa și fugind în sălbăticie.
Nienor ajunge la mormântul lui Finduilas, unde îl întâlnește pe Túrin. Acesta o ajută să învețe din nou să vorbească și, încetul cu încetul, cei doi se îndrăgostesc. În ciuda sfatului lui Brandir, care o iubește și el, fata se mărită cu Túrin și rămâne însărcinată cu el.
Între timp, Glaurung pornește spre Brethil, care deja devenise o problemă prin rezistența îndârjită împotriva orcilor. Túrin îi întinde o capcană și reușește să îl străpungă cu sabia. Înainte de a muri, Glaurung dezvăluie copiilor lui Húrin vestea incestului lor și, odată cu moartea lui, vălul uitării din mintea lui Nienor dispare. Rușinată, fata se aruncă în prăpastie, iar Túrin se aruncă în propria sabie.
Prima parte a narațiunii se sfârșește cu înmormântarea lui Túrin. Ei i se adaugă un extras din Rătăcirile lui Húrin, următoarea poveste din Legendariumul lui Tolkien. În el se povestește cum Húrin, eliberat în cele din urmă de Morgoth, sosește la mormântul copiilor săi, unde o găsește pe Morwen, care moare în brațele lui.

## Concept și creație

### Influențe
Asemănarea lui Túrin cu figuri din poveștile clasice și medievale este confirmată de o scrisoare trimisă de Tolkien lui Milton Waldman, un editor de la HarperCollins, privind soarta operelor sale:
„Există Copiii lui Húrin, povestea tragică a lui Túrin Turambar și a surorii sale, Níniel – în care Túrin este eroul: o figură despre care se poate spune (de către cei cărora le place așa ceva, deși nu e de prea mare folos) că derivă din Sigurd Volsungul, Oedip și finlandezul Kullervo.”
Povestea se bazează în principal pe legenda lui Kullervo, un personaj din poemele folclorului finlandez cunoscute sub numele de Kalevala. Túrin amintește și de Sigmund, tatăl lui Sigurd din saga Volsunga, prin relația incestuoasă cu sora sa. În opera lui Richard Wagner, Valkiria (de asemenea derivată din miturile Volsunge), Siegmund și Sieglinde sunt paralele ale lui Túrin și Nienor. Tatăl lui Túrin amintește de Sigurd, ambii fiind renumiți prin uciderea unui dragon cu o putere și magie deosebite.

### Scrierea
O versiune prescurtată a poveștii a stat la baza capitolului XXI din Silmarillion, așezând povestea în contextul războaielor din Beleriand. Deși având la bază același text folosit și la realizarea noii cărți, Silmarillion lasă deoparte mare parte a poveștii. Silmarillion cuprinde și eseul Despre Inelele Puterii și despre Al Treilea Ev, care relatează povestea din Stăpânul inelelor într-o formă comprimată și din punctul de vedere al elfilor, care poate servi ca bază de comparație.
Alte versiuni incomplete au fost publicate în alte opere:
- Narn i Hîn Húrin în Povești neterminate.
- Elemente ale seriei Istoria Pământului de Mijloc, mai ales:
  - Turambar and the Foalókë, din The Book of Lost Tales
  - The Lay of the Children of Húrin, un poem narativ timpuriu.
  - Versiuni în proză ale lui Lay (sau Húrinssaga), conducând la o versiune alternativă a lui The Narn și, astfel, la Copiii lui Húrin.

Niciuna dintre aceste opere nu are o structură narativă completă și matură. Forma publicată a Copiilor lui Húrin este o sinteză a acestor surse și a altor texte nepublicate anterior.

## Publicare

### Procesul editorial
Odată cu publicarea Copiilor lui Húrin, Christopher Tolkien citează cuvintele tatălui său legate de universul său ficțional: 
„Cu mult timp în urmă, mă gândisem... să creez un ansamblu de legende mai mult sau mai puțin legate între ele... să dezvolt complet unele dintre poveștile esențiale, iar pe altele, cele mai multe, să le schițez doar și să le las ca atare în structura generală.”
 Pentru a justifica editarea acestei opere a tatălui său, Christopher Tolkien aduce următorul argument: 
„Iată de ce m-am gândit... că ar fi întru totul justificat să prezint versiunea lungă a legendei Copiilor lui Húrin, așa cum a conceput-o tatăl meu, ca o scriere independentă, între propriile coperte, cu o muncă de redactare minimă și mai cu seamă într-o curgere continuă, fără întreruperi sau goluri, dacă acest lucru putea fi făcut fără distorsiuni sau fără a inventa ceva în plus, în ciuda formei neterminate în care au rămas unele părți ale ei.”

În recenzia la Copiii lui Húrin, Ethan Gilsdorf a scris despre procesul editorial: 
„De un interes aproape egal se poate bucura munca editorială a lui Christopher Tolkien în ceea ce privește proiectele abandonate ale tatălui său. În anexă, el explică întregul proces editorial: «Deși a trebuit să introduc ici și colo pasaje de legătură între diferitele schițe, nu există niciun element 'inventat' de mine, oricât de mic.» El fusese criticat pentru modul în care a pus laolaltă textele tatălui său în "Silmarillion". Această declarație peremptorie trebuie să fi avut ca scop îndepărtarea temerilor cititorilor fideli ai lui Tolkien.”

### Traduceri[5]
Cartea a fost publicată în Marea Britanie de către HarperCollins, iar în Statele Unite ale Americii de către Houghton Mifflin. Ea a fost publicată de asemenea în multe alte țări și multe alte limbi, printre care:
- Belgia/Olanda. Titlu: De Kinderen van Húrin. Publicat de: Minx. Traducător: Peter Cuijpers. Data publicării: 17 aprilie 2007. Pagini: 304. ISBN 10: 954-585-346-8. ISBN 13: 978-9545853463
- Catalonia. Titlu: Els fills de Hurin. Publicat de: Columna. Traducător: Dolors Udina. Data publicării: 17 aprilie 2007. Pagini: 280. ISBN 10: 8466408126. ISBN 13: 978-8466408127.
- Croația. Titlu: Hurinova djeca. Publicat de: Algoritam. Traducător: Vladimir Cvetković Sever. Data publicării: 17 aprilie 2007. Pagini: 236. ISBN 13: 978-9532205015.
- Germania. Titlu: Die Kinder Hurins. Publicat de: Klett-Cotta-Verlag. Traducător: Hans J. Schütz și Helmut W. Pesch. Data publicării: 17 aprilie 2007. Pagini: 320. ISBN 10: 3608936033. ISBN 13: 978-3608936032.
- Portugalia. Titlu: Os Filhos de Húrin. Publicat de: Europa-América. Traducător: Fernanda Pinto Rodrigues. Data publicării: 17 aprilie 2007. Pagini: 320. ISBN 10: 972-1-05793-2. ISBN 13: 978-9721057937.
- Slovacia. Titlu: Húrinove deti. Publicat de: Slovart. Traducător: Otakar Kořínek. Data publicării: 18 aprilie 2007. Pagini: 216. ISBN 10: 80-8085-285-5. ISBN 13: 978-80-8085-285-6.
- Spania. Titlu: Los Hijos de Húrin. Publicat de: Ediciones Minotauro. Traducător: Estela Gutiérrez. Data publicării: 17 aprilie 2007/15 mai 2007. Pagini: 277/288. ISBN 10: 844507654X / 84-450-7634-5 / 84-450-7637-X . ISBN 13: 978-8445076545 / 978-8445076347 / 978-8445076378.

### Ilustrații[6]
Conform listei de ilustrații de la paginile 7-8 de pe o ediție englezească cu ISBN 10: 0-00-7252269 și ISBN 13: 978-0-00-725226-8 de la editura HarperCollins, Alan Lee a realizat următoarele ilustrații:
Notă - ilustrațile scrise aplecat sunt colorate în carte; celelalte sunt alb-negru.
| - „Húrin and Huor are Carried to Gondolin”. Pagina 32. - „Heir of the House of Hador”. Pagina 33. - „Húrin Rides to the Nirnaeth Anoediad”. Pagina 51. - „The Host of Fingon”. Pagina 52. - „Haudh-en-Nirnaeth, the Mound of Teas”. Pagina 61. - „The Words of Húrin and Morgoroth”. Pagina 64. - „The Departure of Túrin”. Pagina 66. - „Nellas and Túrin in the Woods of Doriath”. Pagina 80. - „Beleg Departs from Menegroth”. Pagina 96. - „Beleg and Anglachel”. Pagina 97. - „Túrin is Sourrounded by the Outlaws”. Pagina 98. - „The Burning of the Hall”. Pagina - „Lembas”. Pagina 120. - „The Petty-dwarves”. Pagina 121. - „Amon Rûdh”. Pagina 128. - „The Helm of Hador, the Bow of Beleg”. Pagina 141. - „Beleg at the Crossings of Teiglin”. Pagina 151. | - „Finduilas Welcomes Gwindor and Túrin”. Pagina 159. - „The Reforging of Anglachel”. Pagina 160. - „Gelmir and Arminas Approach the Gates of Nargothround”. Pagina 171. - „Under the Spell of the Dragon”. Pagina 181. - „Túrin Returns to Dor-lómin”. Pagina 182. - „The Burning of the Hall”. Pagina 191. - „Túrin is Carried to Ephel Brandir”. Pagina 192. - „The Coming of Túrin into Brethil”. Pagina 192. - „Haudh-en-Elleth, the Mound of the Elf-maid”. Pagina 197. - „The Journey o Morwen and Niënor”. Pagina 198. - „Niënor into the Wild”. Pagina 213. - „The Scouts under the Eaves of Brethil”. Pagina 221. - „The Coming of Glaurung”. Pagina 224. - „Túrin and Hunthor Cross the Cabed-en-Arass”. Pagina 234. - „The Death of Glaurung”. Pagina 248. - „The Death of Túrin”. Pagina 256. - „Húrin and Morwen”. Pagina 259. |

## Recepție
Primele recenzii au fost în general pozitive. Asemănând-o unei tragedii grecești, The Washington Post a numit-o „o frumoasă poveste tristă, întunecată” care „posedă rezonanța mitică și sensul neîndurător al destinului inexorabil”. O recenzie pozitivă a fost făcută de The Independent (Marea Britanie) („aridă, nebună, fără umor, greoaie și absolut magnifică”). Bryan Appleyard de la The Sunday Times (Marea Britanie) așază Copiii lui Húrin înaintea altor scrieri ale lui Tolkien, subliniind „maniera intensă și foarte matură” și „senzația reală de lucru serios”. Maurice Chittenden de la The Sunday Times a afirmat că „poate primir un cerficat X” din cauza numărului mare de decese violente.
Recenzii negative au venit de la Detroit Free Press („plicticoasă și neterminată”), Entertainment Weekly („stângace și imatură”, „o pădure impenetrabilă de nume ... plină până la refuz de sintaxe sufocante”), și The Guardian („un erou derivat din cei wagnerieni ... într-o căutare cvasi-simbolică”).

Alți critici au făcut diferența între două tipuri de audiență. Tom Deveson de la The Sunday Times a spus că „deși fanii lui J.R.R. Tolkien vor fi încântați, alții vor găsi Copiii lui Hurin greu de citit”. Kelly Grovier de la The Observer, pe de altă parte, a afirmat că „îi va mulțumi pe toți, în afara fanilor săi prea puritani”, făcând referire la scepticismul legat de implicarea lui Christopher Tolkien. Jeremy Marshall de la The Times a afirmat că „Merită să fie citită și de cei care nu sunt fani ai lui Tolkien”, deși i-a găîsit și cusururi („uneori, proza curge prea lent, dialogurile sunt îngrozitoare, iar explicațiile numelor sunt prea opace”). El a presupus și că: 
„În Copiii lui Húrin avem, în sfârșit, un urmaș al Stăpânului inelelor, lucru pe care și-l doreau cu atâta zel și speranță editorii lui Tolkien de la sfârșitul anilor '50.”
Copiii lui Húrin a debutat pe locul unu în lista de bestsellere de ficțiune hardcover a lui The New York Times.
Conform editorului american, Houghton Mifflin, 900.000 de exemplare fuseseră deja tipărite în lumea întreagă în primele două săptămâni, de două ori mai mult decât așteptările inițiale ale editorilor. Harper Collins, editorul britanic, a declarat că s-au tipărit 330.000 de exemplare în Marea Britanie în primele două săptămâni.